# Pierre Audevie
Pierre Audevie, né le 5 septembre 1897 à Baneuil et mort le 30 novembre 1944 à Gaggenau, est un résistant français du réseau Alliance exécuté sommairement par les Allemands pendant la Seconde Guerre mondiale.

## Biographie
Pierre Audevie est le fils de Pierre Audevie, cultivateur et d’Anne Fayette. Il est mécanicien ajusteur.
Durant la Première Guerre mondiale, il est mobilisé du 8 janvier 1916 au 19 mars 1919.
Le 26 mars 1919, il entre au chemin de fer à Bordeaux-Bastide. Le 1er avril 1920, il devient mécanicien de route au service de la traction. Le 17 octobre 1938, il est affecté au dépôt SNCF de Bordeaux-Saint Jean.
Le 19 avril 1937, il épouse, en secondes noces, Marguerite Jeanne Gabrielle Louise Gardes et devient le beau-frère de Franks Gardes futur membre du Réseau Alliance.
Pendant la Seconde Guerre mondiale, le 1er juin 1942, il s'engage dans la Résistance au sein du Réseau Alliance sous le pseudonyme de « Marco » puis « N.18 »,. Il effectue des missions de renseignement, de liaison et de transport et d'hébergement d'agents et de matériel. Le 1er juillet 1943, il aurait permis à l'officier de la France Libre Philippe Koenigswerther, chef du secteur Bordeaux-La Rochelle, de rejoindre son poste à Bordeaux en le cachant dans le tender de sa locomotive puis de se déplacer dans la région,.
À la suite d'une dénonciation, il est arrêté par la Gestapo le 22 décembre 1943. Il est interné, dans un premier temps au Fort du Hâ avant de partir via Compiègne pour Buchenwald.
Le 3 mai 1944, après étude de son dossier par le Reichskriegsgericht, il n'est pas jugé, mais classé Nacht und Nebel (NN) et remis à la disposition du Sicherheitsdienst (SD).
Le 10 septembre 1944, après avoir été détenu à la prison d'Offenburg, il est transféré au camp de Gaggenau annexe du camp de sûreté de Vorbruck-Schirmeck. Il est accompagné de huit autres membres du Réseau Alliance,.
Le 30 novembre 1944, il est emmené avec les autres déportés du Réseau Alliance (Joseph Bordes, Sigismond Damm, Jean-Henri Durand, MIchel Gartner, Robert Gontier,  André Joriot, Martin Sabarots, André Soussotte) dans une forêt, près de Gaggenau où ils sont abattus sommairement,.
Après la guerre, grâce aux indications de l'abbé Hett qui fut leur compagnon de détention, leurs corps sont découverts dans un charnier sur le lieu de leur exécution. Le corps de Pierre Audevie est rapatrié en France où il est identifié par sa femme à Strasbourg le 10 juillet 1945.
Le 6 novembre 1945, il est inhumé au caveau des fusillés au cimetière de Bègles.

## Reconnaissance
Son nom figure sur  :
- Le mémorial des fusillés et déportés 1939-1945 à Bègles ;
- La plaque commémorative de la gare Saint-Jean ;
- La plaque commémorative du réseau Alliance à l’entrée de la base sous-marine de Bordeaux.
- Stèle inaugurée le 30 avril 2023 à Gaggenau.

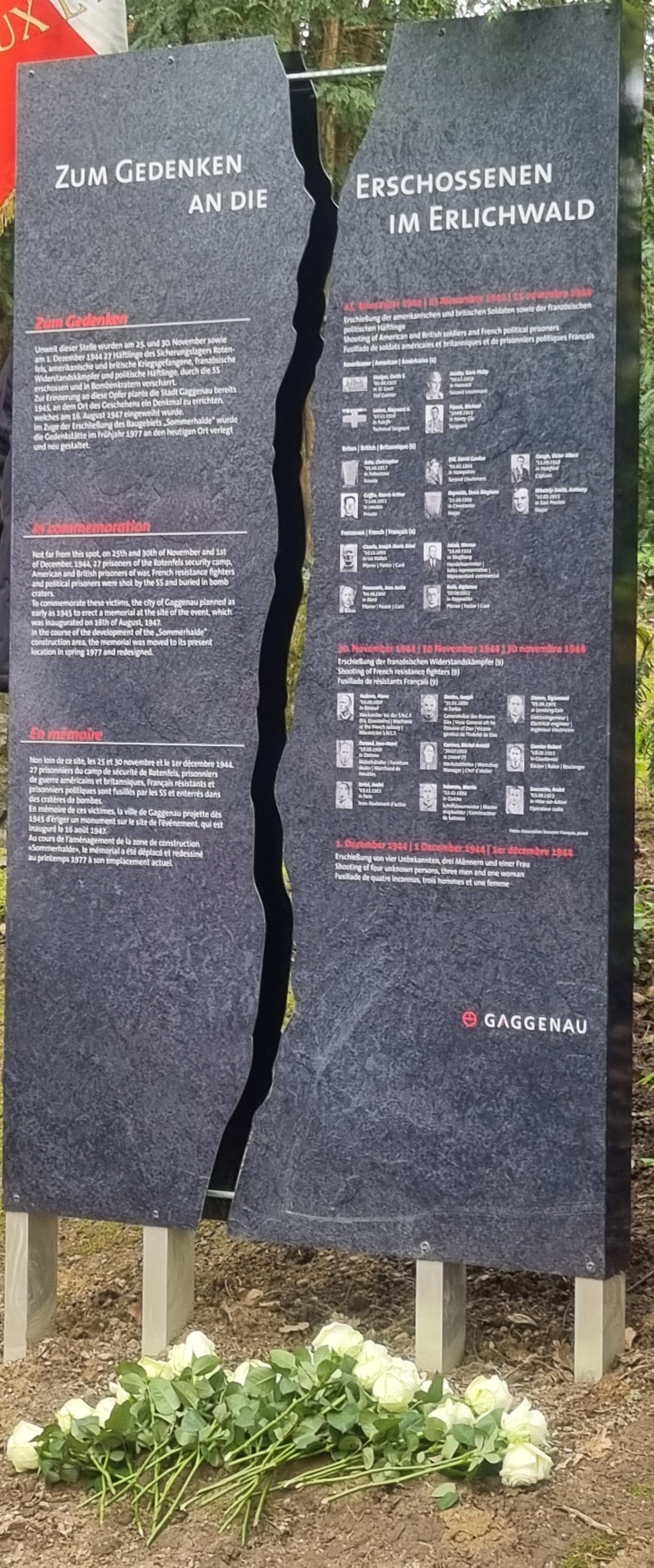
Stèle inaugurée le 30/04/2023 à Gaggenau.

À Gaggenau, son nom et ses photos figurent sur la stèle commémorative inaugurée, le 30 avril 2023, par la municipalité.

## Distinctions
A titre posthume :
- Chevalier de la Légion d'honneur[1] ;
- Croix de guerre 1939–1945, palme de bronze (21 avril 1949)[1].
- Médaille de la Résistance française avec rosette par décret du 24 avril 1946[5].

Il est reconnu « Mort pour la France » (5 mars 1946), « Déporté résistant » (8 février 1965) et « Mort en déportation » (5 août 2008),,.